# Frank Meyer (Rechtswissenschaftler)
Frank Meyer (* 1975 in Lübeck) ist ein deutscher Rechtswissenschafter und Professor an der Ruprecht-Karls-Universität Heidelberg. 
Meyer studierte Rechtswissenschaft in Hamburg und erwarb 2000 das Erste Juristische Staatsexamen, 2002 promovierte er an der Universität Hamburg zum Thema Willensmängel des Angeklagten beim Rechtsmittelverzicht im Strafverfahren. Nach dem Zweiten Juristischen Staatsexamen 2004 absolvierte er einen LL.M.-Studiengang an der Yale Law School. 2008 wurde er zur Rechtsanwaltschaft zugelassen, bis 2011 war er bei einer Kanzlei in Bonn als Rechtsanwalt tätig.
2011 habilitierte sich Meyer an der Universität Bonn mit einer Arbeit zur Strafrechtsgenese in internationalen Organisationen. Ab dem Herbstsemester 2011 hatte er den Lehrstuhl für Strafrecht und Strafprozessrecht unter Einschluss des internationalen Strafrechts an der Universität Zürich inne. 2022 nahm Meyer einen Ruf an die Universität Heidelberg an. Er ist verheiratet und hat zwei Kinder.